# Берчану, Георге
Георге Берчану (рум. Gheorghe Berceanu; 28 декабря 1949, Кырна, Долж — 30 августа 2022, Слатина) — румынский борец. Олимпийский чемпион, двукратный чемпион мира, трёхкратный чемпион Европы (1970, 1972, 1973).

## Биография
В 1969 году выиграл чемпионат мира в наилегчайшем весе. В 1970 году стал чемпионом мира, выиграв в финале у советского борца Владимира Зубкова. В 1975 году проиграл ему же в финале чемпионата мира. На Олимпиаде 1972 года в Мюнхене выиграл в финальной схватке у иранского борца Рахима Алиабади и стал олимпийским чемпионом.